# Nicholas de Stockport
Nicholas de Stockport también Nicolas de Stokeport fue un noble caballero anglonormando, primer barón y castellano de Stockport, una de las ocho antiguas baronías de Hugo Lupus de Chester. Probablemente ya poseía el feudo mucho antes de la conquista normanda de Inglaterra.De todas formas, al no aparecer ningún sujeto con ese nombre ni territorio que lo vincule en el Libro Domesday, algunos historiadores tienen dudas y consideran que no fue uno de los barones normandos originales de Chester.

## Herencia
No se cita a su esposa en las cartas genealógicas pero aparece el nombre de su hijo Waltheof de Stopckport (o de Bredbury, c. 1130-1190) y de su nieto Robert fitzWaltheof (c. 1155-1190), segundo y tercer barón de Stockport respectivamente.